# Masakr u Kani (2006.)
Masakr u Kani je zločin kojeg su počinile izraelske zračne snage, 30. srpnja 2006. godine, tijekom izraelsko-libanonskog sukoba. Tog dana južnolibanonski grad Kana je pretrpio dvostruki zračni udar. U zračnom udaru stambena zgrada je pogođena i srušena, gdje su poginule najmanje 54 osobe (uključujući i 37 djece) uz dosta ranjenih. Nakon masakra, mnogi službenici iz raznih država izrazili su gađenje i osudu, dok je glasnogovornik izraelskih snaga izjavio kako je meta identificirana kao Hezbollahovo uporište, te da zračne snage nisu primijetile aktivnost civila, iako je zgrada bila jedino dom izbjeglicama, starcima, ženama i djeci.   